# 比良ヶ嶽志賀右エ門
比良ヶ嶽 志賀右エ門（ひらがたけ しがえもん）は、江戸時代の大相撲力士。第43代大関。近江国（滋賀県）出身だが、番付上は初めは「江州」、後に「九州」頭書。
1774年（安永3年）3月の春場所、江戸相撲で東大関に看板大関として付け出され、千秋楽のみ出場したが負けた。その後、1775年（安永4年）6月に大坂相撲に移って「碇ヶ関岩右衛門」と改名した西関脇として名を出したが、同年10月の冬場所に江戸相撲に戻って名前も元の「比良ヶ嶽志賀右エ門」に戻し、東関脇で再登場した。そして1776年（安永5年）1月の春場所（虫害による飢饉のため興行中止）の番付に同地位に出たのを最後に引退した。

## 主な成績（江戸相撲）
- 生涯戦歴：3勝4敗10休／7出(2場所)
- 幕内戦歴：3勝4敗10休／7出(2場所)
- 大関戦歴：0勝1敗7休／1出(1場所)
- 関脇戦歴：3勝3敗3休／6出(1場所)

| 1774年 | 東大関 0–1–7           | x            |
| 1775年 | x                      | 東関脇 3–3–3 |
| 1776年 | 東関脇 引退 – 興行中止 | x            |
| 各欄の数字は、「勝ち-負け-休場」を示す。 優勝 引退 休場 十両 幕下 三賞：敢=敢闘賞、殊=殊勲賞、技=技能賞 その他：★=金星 番付階級：幕内 - 十両 - 幕下 - 三段目 - 序二段 - 序ノ口 幕内序列：横綱 - 大関 - 関脇 - 小結 - 前頭（「#数字」は各位内の序列） |                        |              |